# معبد سيدني البهائي
يقع مشرق الأذكار البهائي في سيدني أو معبد البهائيين في سيدني في إنغل سايد، وهي ضاحية شمالية من ضواحي سيدني، أستراليا. وبحسب جنيفر تايلور، المؤرخة في جامعة سيدني، تُعد من بين أربعة مبانٍ دينية الأكثر أهمية في سيدني والتي شُيّدت خلال القرن العشرين. كان هذا رابع مشارق الأذكار يُشيّد في العالم، وقد اكتمل بناؤه في عام 1961. أطلق شوقي أفندي، رئيس البهائية وقت تصميم مشرق الأذكار، عليه اسم "الهيكل الأم لمنطقة المحيط الهادئ بأكملها" و"الهيكل الأم للنقطة مقابلة جغرافيا". يزور مشرق الأذكار أكثر من 20,000 زائر محلي وأجنبي سنوياً.

## التاريخ
في أوائل خمسينيات القرن العشرين، بدأت البهائية العمل على شراء عقار لبناء مشرق أذكار. وعندما تصاعد اضطهاد البهائيين في إيران عام 1955، علّق شوقي أفندي آنذاك، بصفته رئيس الدين، خطط بناء مشرق أذكار في طهران وكلف ببناء اثنين بدلاً عنه، أحدهما في كامبالا، أوغندا، والآخر في سيدني، وقد صممهما كلاهما يد أمر الله تشارلز ماسون ريمي. تم شراء أرض المعبد في عام 1956 وبدأ البناء في أبريل 1957. وفي 22 مارس 1958، أُقيمت مراسم وضع حجر الأساس، حضرتها كلارا دن، وهي يد أمر الله عيّنها شوقي أفندي وكانت قد أدخلت الدين البهائي إلى أستراليا لأول مرة عام 1920 مع زوجها جون هايد دن.
وقد جرى تكريس المعبد في 16 و17 سبتمبر 1961 على يد أرملة شوقي أفندي روحية خانم (ماري ماكسويل)، ثم حضر حفل الاستقبال شخصيات دولية بارزة استضافه عمدة سيدني. في ذلك الوقت، نُشرت مقالات تقنية عن خصائص المبنى في مجلات الهندسة والبناء مثل Plywood and Products وConstruction، بينما غطّت الصحافة العامة أخبار المشروع في ذا ديلي تلغراف، ذا ديلي ميرور، سيدني مورنينغ هيرالد، والبريد الأسترالي، وغيرها من وسائل الإعلام الأسترالية. وعلى الصعيد الدولي، أُشير إلى المعبد بإيجاز في مصادر مثل ذي إيكونوميست وتايم. وقد بلغت التكلفة الإجمالية لأعمال البناء التي استغرقت أربع سنوات نحو 150,000 جنيه إسترليني.
في صيف عامي 1993–1994 ومرة أخرى في 2005–2006، هددت حرائق الغابات القريبة المعبد لكنها لم تصل إلى أراضيه. وفي عام 2011، أُقيم أسبوع من الفعاليات للاحتفال بالذكرى الخمسين للمعبد، شمل خدمة دعاء مشتركة بين الأديان، وحفل استقبال حضره شخصيات بارزة من بينهم رئيس وزراء نيو ساوث ويلز، بالإضافة إلى معرض لأعمال الأطفال الفنية حول بناء عالم أكثر سلامًا.

## المبنى والمساحات المحيطة

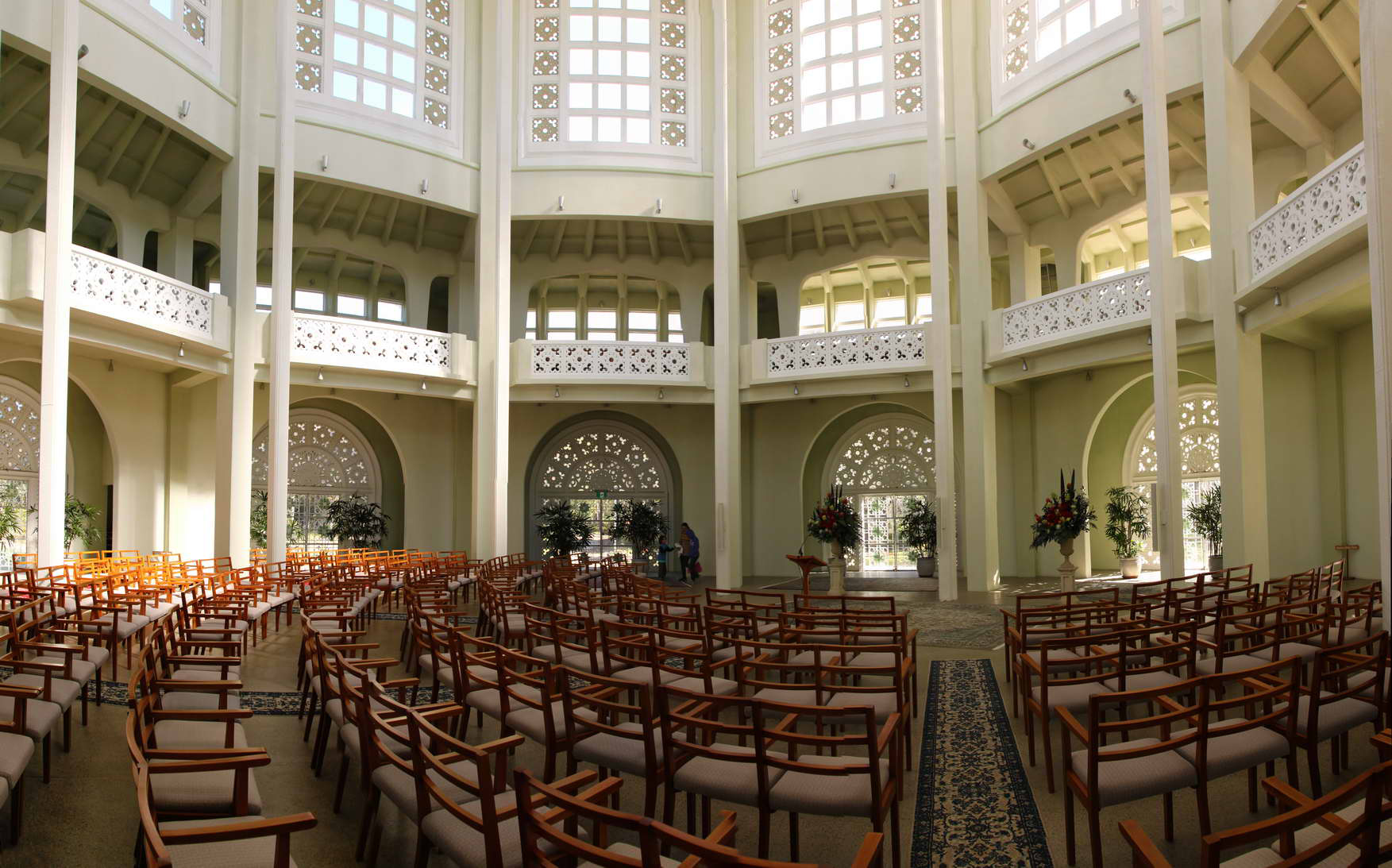
الجزء الداخلي من مشرق الأذكار البهائي

في الطابق الأرضي من المعبد توجد القاعة الرئيسية التي تتسع لستمائة شخص، وتحيط بها شرفة. ومن هناك، تفتح تسعة أبواب على المساحات الخارجية بزوايا متساوية، كما هو الحال في جميع مشارق الأذكار البهائية، في إشارة إلى البهائية. ويضم الطابق الثاني نوافذ على طراز عمارة بالادية، تنير الجزء الداخلي من المبنى. وتعلو تلك النوافذ قبة مضلعة يبلغ قطرها الأفقي 20 مترًا وتصل إلى ارتفاع 38 مترًا فوق سطح الأرض في أعلى نقطة منها. وتوجد فانوس على قمة القبة تم تثبيته هناك بواسطة طائرة هليكوبتر خلال مرحلة البناء. أما مواد البناء فقد شملت الكوارتز المسحوق، والأخشاب المحلية في الداخل، والخرسانة والرخام في القبة.
يُعتبر المعبد معلمًا بارزًا مرئيًا بشكل كبير، إذ يقع في أعلى نقطة فوق منطقة الشواطئ الشمالية في سيدني، مطلاً على ساحل المحيط الهادئ عند مونا فايل. يقع المعبد على طريق "Mona Vale Road"، وسط منطقة من الغابات الطبيعية تدخل ضمن منطقة محمية للسكان الأصليين. وتضم الحدائق المحيطة مجموعة متنوعة من نباتات أستراليا المحلية بما في ذلك زهرة الوراطاه، وثلاثة أنواع من الأوكالبتوس، والغريفيليا كاليي وأنواع أخرى من الغريفيليا، بالإضافة إلى سنط والكمثرى الخشبية. وتشمل المرافق الأخرى في الموقع مركزًا للزوار، ومكتبة لبيع الكتب، ومنطقة للنزهات، والمكاتب الإدارية للطائفة البهائية في أستراليا. وعندما يصبح عدد البهائيين الأستراليين كافيًا لدعمها، سيتم إنشاء مراكز إنسانية للتعليم والرعاية والخدمات الأخرى حول المعبد.

## العبادة
تُعلّم البهائية أن مشارق الأذكار يجب أن تكون أماكن يجتمع فيها الناس من جميع الأديان للتأمل والعبادة. وكما هو الحال مع جميع مشارق الأذكار البهائية، يمكن لأي شخص دخول معبد سيدني بغض النظر عن خلفيته الدينية أو جنسه أو غير ذلك من الفروقات. ويُسمح بقراءة أو تلاوة نصوص مقدسة من البهائية أو غيرها من الأديان، وبأي لغة كانت؛ في المقابل، يُمنع قراءة النصوص غير المقدسة، كما تُمنع إلقاء المواعظ أو الخطب أو جمع التبرعات. ويمكن للجوقات غناء التلاوات والأدعية، لكن يُمنع استخدام الآلات الموسيقية داخل المعبد. ولا يوجد نمط محدد لخدمات العبادة، كما أن الطقوس الدينية غير مسموح بها.
في أيام الأحد وخلال الأعياد البهائية، تُقام خدمات دعاء عامة تُتلى فيها نصوص مقدسة من مختلف الأديان، مع موسيقى أكابيلا تغنيها جوقة المعبد.

## وصلات خارجية
- الموقع الرسمي
- معلومات الزوار
- المجتمع البهائي في أستراليا
- تسلسل زمني في مكتبة البهائيين على الإنترنت
- مقتطف من أول مهرجان بهائي للكورال في أستراليا، 2015